# A Celebration of 50 Years of Music
A Celebration of 50 Years of Music (englisch „Eine Feier von 50 Jahren Musik“) war eine Konzerttournee des britischen Gitarristen Eric Clapton. Die Tournee begann am 19. März 2017 in New York City und endete am 18. September 2017 in Inglewood. Insgesamt spielte der Brite elf Konzerte in den Vereinigten Staaten und in Europa. Im Rahmen der nahezu ausverkauften Tournee trat Clapton vor mehr als 110.000 Konzertbesuchern auf und nahm rund 23 Millionen US-Dollar ein.

## Hintergründe

### Bekanntgabe

Royal Albert Hall (2012)

Am 20. September 2016 wurden die Konzerte in der Londoner Royal Albert Hall über das Management des Rock-Gitarristen bekanntgegeben. In der Presseveröffentlichung hieß es, dass die drei Konzerte die einzigen in Großbritannien und Europa im Jahr 2017 sein sollten. Erhältlich waren die Konzerttickets entweder per Tickethotline, auf der offiziellen Internetpräsenz der Royal Albert Hall oder im Verkauf des offiziellen Fanclubs. Am 28. November 2016 wurden dann zwei Konzerte im New Yorker Madison Square Garden sowie zwei Auftritte im The Forum in Los Angeles (Inglewood) angekündigt.
Zu seinen Auftritten in Nordamerika schrieb Clapton in seinem Tourneeprogramm: „Ich schwöre, das war es. Ich weiß, ich habe seit den letzten 50 Jahren mein Rückzug aus dem Tourneegeschäft angedroht, aber ich wusste nicht, ob ich wirklich aufhören wollte. Ich liebe, was ich tue und habe dies schon immer. Doch in den letzten Jahren habe ich das gefunden, was mich glücklich macht. Eine Familie, die mich so liebt, wie ich bin. Das bedeutet, dass ich bei ihr entspannen und mich ausruhen kann, wenn ich es nötig habe. Immer öfter lerne ich das wert zuschätzen. Ich hoffe, dass ich dem alten Zeug ein neues Leben einhauen kann und werde die Zeit genießen […]“.

### Vermarktung

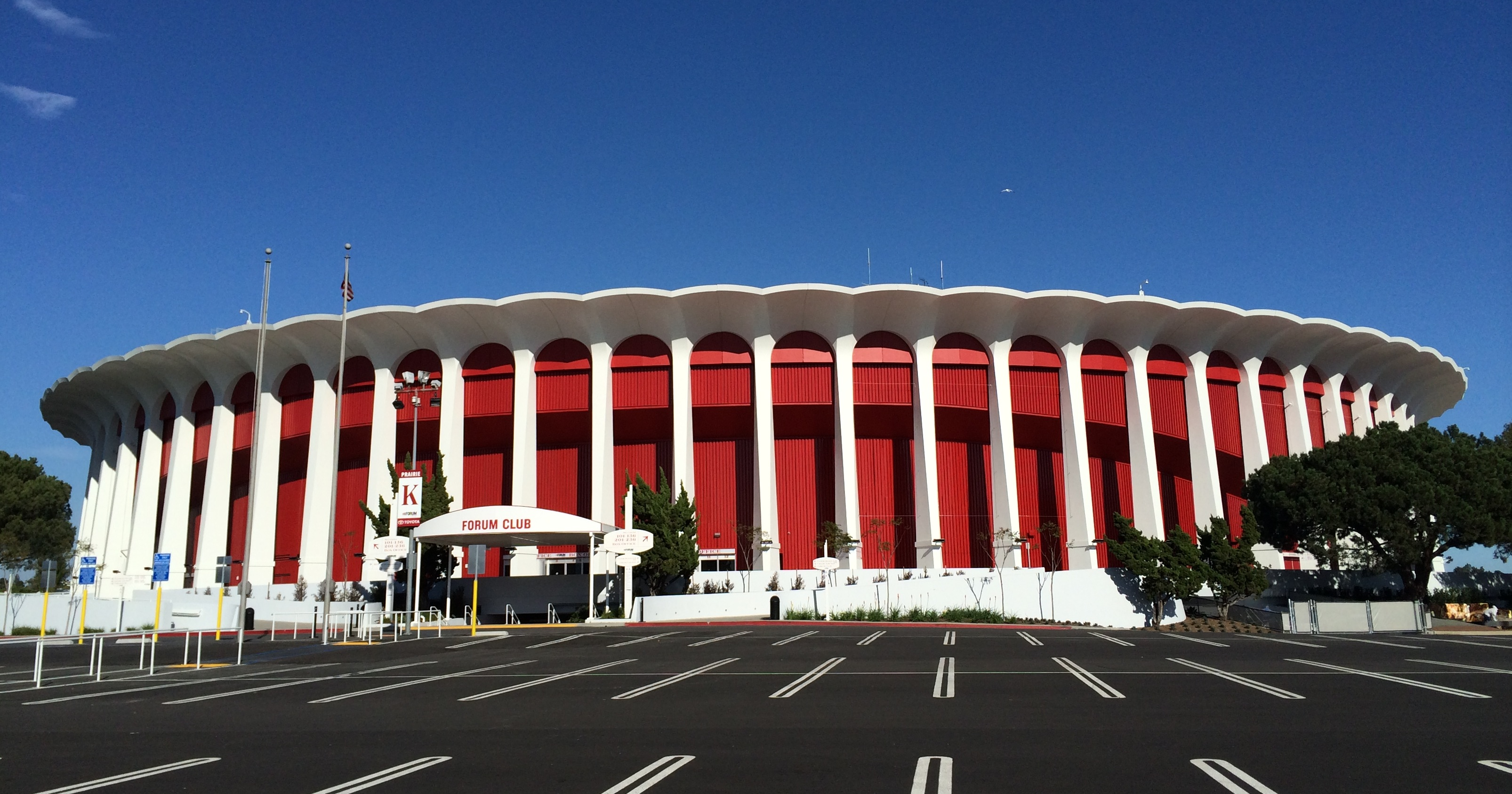
The Forum (2014)

Um den Verkauf der Konzerttickets zu maximieren, wurden die Konzerte in Europa und Nordamerika mit anderen Pressemitteilungen beworben. So zum Beispiel als Clapton auf dem The-Rolling-Stones-Album Blue & Lonesome als Gast auftrat. Außerdem stand Clapton häufig in medialer Präsenz, da er Memorabilien und Equipment aus seinem Privatbesitz zu Gunsten des von ihm 1998 gegründeten Alkohol- und Drogenrehabilitationszentrum, dem Crossroads Centre auf Antigua versteigerte. Im Dezember 2016 wurden Claptons Auftritte in Großbritannien und den Vereinigten Staaten mit der Veröffentlichung des Live-Albums sowie der Live-DVD Live in San Diego erneut beworben.
Auch die Vinyl-Wiederveröffentlichung der zwei Alben Unplugged (ursprünglich am 18. August 1992 veröffentlicht) und Fresh Cream (ursprünglich am 9. Dezember 1966 veröffentlicht) verhalfen der Konzerttournee Zugang zu einem größeren Publikum. Auch der US-amerikanische Instrumentenhersteller Fender bewarb Claptons Live-Auftritte mit einem Sondermodell der Eric-Clapton-Stratocaster-Serie, die im Januar 2017 auf der NAMM Winter Show vorgestellt wurde.

### Ticketverkäufe
Bereits am 22. September 2016 waren alle Karten für die Konzerte in der Royal Albert Hall ausverkauft. Die Konzerte am 19. und 20. März 2017 waren vollständig ausverkauft. So spielte der britische Rockmusiker im Madison Square Garden an zwei Tagen vor insgesamt 30.826 Konzertbesuchern. Bei diesen Auftritten waren Karten für $ 494, $ 289 sowie $ 189 und $ 69 erhältlich. Mit diesen beiden Sellouts wurden insgesamt $ 7.454.614 eingenommen. Damit schaffte es Clapton im ersten Quartal auf Platz zwei der erfolgreichsten Konzerte des Billboard Magazins. Die Konzerte in der Royal Albert Hall waren ebenfalls ausverkauft. Hier besuchten 14.319 Zuschauer die drei Konzerte bei Kartenpreisen von $ 260.55 beziehungsweise $ 39.08. Hier stieg Clapton erneut auf Platz zwei der Ticketcharts ein.
Die New Yorker Konzerte im September waren nicht ausverkauft, da der Brite nur 25.440 von möglichen 26.371 verkaufte. Hier waren Karten von $ 494, $ 289 und $ 189 bis $ 69 erhältlich. Mit Einnahmen von $ 5.582.572 reichte es nur für Platz elf der Billboard Ticketrangliste. Die Konzerte im Forum Inglewood waren alle vier ausverkauft. Hier trat der britische Sänger vor insgesamt 47.216 Zuschauern auf und konnte Einnahmen von $ 7.627.138 erzielen und somit Platz sechs der Ticketcharts erreichen. Aufgrund der niedrigen Verfügbarkeit von Konzertkarten und deren meist hohen Preise, beschwerten sich Fans und die Presse 2017 öffentlich bei Clapton und seinem Management.

### Konzertabsagen
Am 24. März 2017 ließ Claptons Management über soziale Netzwerke wie Twitter und Facebook, später dann auch offiziell über Claptons Internetpräsenz sowie die der Konzert-Promoter und Ticketkassen verlauten, dass Clapton seine Konzerte in Los Angeles nicht halten kann, da er unter einer schweren Bronchitis leide. Der Leibarzt Claptons ließ ihn aufgrund der schwere der Krankheit und angesichts Claptons Alters von zu diesem Zeitpunkt 71 Jahren, nicht im Forum Inglewood auftreten. Clapton entschuldigte sich bei seinen Fans und ließ kurz darauf vier Konzerte in Los Angeles ankündigen. Clapton wurde zunächst in einem Hotelzimmer in Los Angeles versorgt, bis er am 29. März 2017 am Flughafen LAX während seiner Heimreise von Paparazzi verfolgt und fotografiert wurde. Am 29. März 2017 wurde auf der Internetplattform YouTube ein Video veröffentlicht, das Clapton in seiner Krankheitsphase in einem Rollstuhl mit seiner Familie zeigt. Dieses Paparazzi-Video stieß im Internet auf heftige Kritik.

## Besetzung
Folgende Musiker traten während der Tournee auf.
| - Eric Clapton – Gitarre, Gesang - Chris Stainton – Klavier, Keyboard - Walt Richmond – Hammond-Orgel, Keyboard - Paul Carrack – Hammond-Orgel, Keyboard, Gesang - Doyle Bramhall II – Gitarre - Gary Clark Jr. – Gitarre | - Nathan East – Bass, Gesang - Steve Gadd – Schlagzeug - Sharlotte Gibson – Hintergrundgesang - Sharon White – Hintergrundgesang - Jimmie Vaughan – Gitarre |

## Setlist

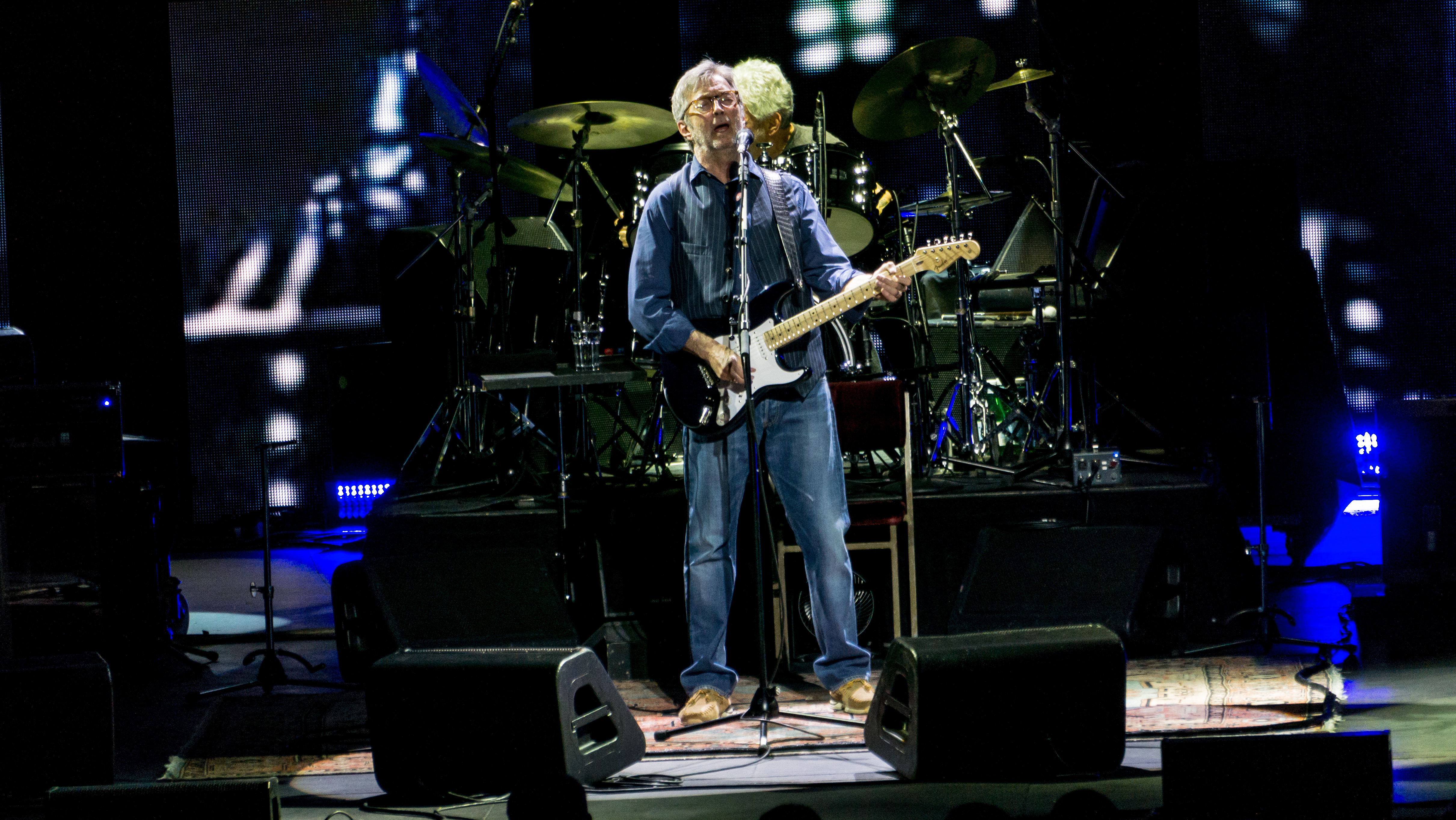
Eric Clapton spielt Hoochie Coochie Man am 24. Mai 2017 in London

Während der Konzerte in Europa und Nordamerika spielte Clapton typischerweise fünfzehn bis sechzehn Lieder pro Abend mit jeweils einer oder zwei Zugaben. Die Setlists der Europa- und Nordamerika-Konzerte unterschieden sich nicht wesentlich. Der britische Gitarrist trug vor allem Bluesstücke wie Hoochie Coochie Man, Key to the Highway, Driftin’ Blues, Little Queen of Spades oder Before You Accuse Me vor. Während der Setlist, die Clapton im Sitzen und mit der Akustikgitarre vortrug (acoustic & seated), spielte er überwiegend Hit-Songs wie Layla, Bell Bottom Blues, Tears in Heaven und Nobody Knows You When You’re Down and Out von seinem MTV-Unplugged-Album.
Aus dem im Jahr 2016 veröffentlichten Album I Still Do trug Clapton lediglich das J.-J.-Cale-Cover Somebody’s Knockin’ on My Door vor. Clapton beendete die Konzerte jeweils mit Klassikern aus seinem Repertoire wie zum Beispiel Crossroads von Robert Johnson, Wonderful Tonight, Badge, Sunshine of Your Love von Cream, I Shot the Sheriff von Bob Marley und Cocaine von J. J. Cale. Als Zugabe während der drei Konzerten in der Royal Albert Hall trugen Clapton und seine Band den Titel Hight Time We Went des 2014 verstorbenen Sängers Joe Cocker vor. Diese Zugabe sang Paul Carrack, während Clapton nur den Hintergrundgesang beisteuerte.

## Tourneedaten
| Nr.             | Datum              | Land                   | Stadt           | Veranstaltungsort     | Besucherzahl                | Einnahmen    |
| Nordamerika     | Nordamerika        | Nordamerika            | Nordamerika     | Nordamerika           | Nordamerika                 | Nordamerika  |
| --------------- | ------------------ | ---------------------- | --------------- | --------------------- | --------------------------- | ------------ |
| 1               | 19. März 2017      | Vereinigte Staaten     | New York City   | Madison Square Garden | 30.826 / 30.826             | $ 7.454.614  |
| 2               | 20. März 2017      | Vereinigte Staaten     | New York City   | Madison Square Garden | 30.826 / 30.826             | $ 7.454.614  |
| 3               | 25. März 2017      | Vereinigte Staaten     | Inglewood       | The Forum             | —                           | —            |
| 4               | 26. März 2017      | Vereinigte Staaten     | Inglewood       | The Forum             | —                           | —            |
| Europa          |                    |                        |                 |                       |                             |              |
| 5               | 22. Mai 2017       | Vereinigtes Königreich | London          | Royal Albert Hall     | 14.319 / 14.319             | $ 2.401.690  |
| 6               | 24. Mai 2017       | Vereinigtes Königreich | London          | Royal Albert Hall     | 14.319 / 14.319             | $ 2.401.690  |
| 7               | 25. Mai 2017       | Vereinigtes Königreich | London          | Royal Albert Hall     | 14.319 / 14.319             | $ 2.401.690  |
| Nordamerika     |                    |                        |                 |                       |                             |              |
| 8               | 7. September 2017  | Vereinigte Staaten     | New York City   | Madison Square Garden | 25.440 / 26.371             | $ 5.582.572  |
| 9               | 8. September 2017  | Vereinigte Staaten     | New York City   | Madison Square Garden | 25.440 / 26.371             | $ 5.582.572  |
| 10              | 13. September 2017 | Vereinigte Staaten     | Inglewood       | The Forum             | 47.216 / 47.216             | $ 7.627.138  |
| 11              | 15. September 2017 | Vereinigte Staaten     | Inglewood       | The Forum             | 47.216 / 47.216             | $ 7.627.138  |
| 12              | 16. September 2017 | Vereinigte Staaten     | Inglewood       | The Forum             | 47.216 / 47.216             | $ 7.627.138  |
| 13              | 18. September 2017 | Vereinigte Staaten     | Inglewood       | The Forum             | 47.216 / 47.216             | $ 7.627.138  |
| Zusammenfassung | Zusammenfassung    | Zusammenfassung        | Zusammenfassung | Zusammenfassung       | 117.801 / 118.552 (99,37 %) | $ 23.006.014 |

## Rezeption
Kritiker Giovanni Russonello von der New York Times bezeichnete Claptons Auftreten im New Yorker Madison Square Garden als lustlos und schleppend. Der Journalist bewertete Claptons Spiel auf der Gitarre als langsam und desinteressiert. Erst am Ende des Konzertes, so Russonello, sei Clapton aufgewacht und habe Lust auf das Konzert, die Zuschauer, die Arena und seine Musik bekommen. Nur mit einer Zugabe, schleppte sich Clapton dann in sein Hotel, schrieb die enttäuschte New York Times. Editor Erin Nyren von dem Variety Magazine war wie die New York Times gleichermaßen enttäuscht von Claptons lustlosem Auftreten im Los Angeles Forum. Sie bemängelte Claptons mangelnde Kommunikation mit dem Publikum und seiner Band. Zwar gab es an der musikalischen Darbietung nichts auszusetzen, so Nyren, dennoch wirkte das gesamte Konzert wie ein Spiel ohne Leidenschaft für Musik und den Abend. Das Magazin Guitar World preiste Claptons Musikalität und Professionalität während der Tournee und gab nur einen Stern Abzug, was die Kommunikation betrifft. Die New York Daily News waren von Claptons Konzert überzeugt und vergaben fünf von fünf möglichen Bewertungseinheiten, ebenso Billboard Magazine.

## Galerie

Konzertfotografien vom 24. Mai 2017
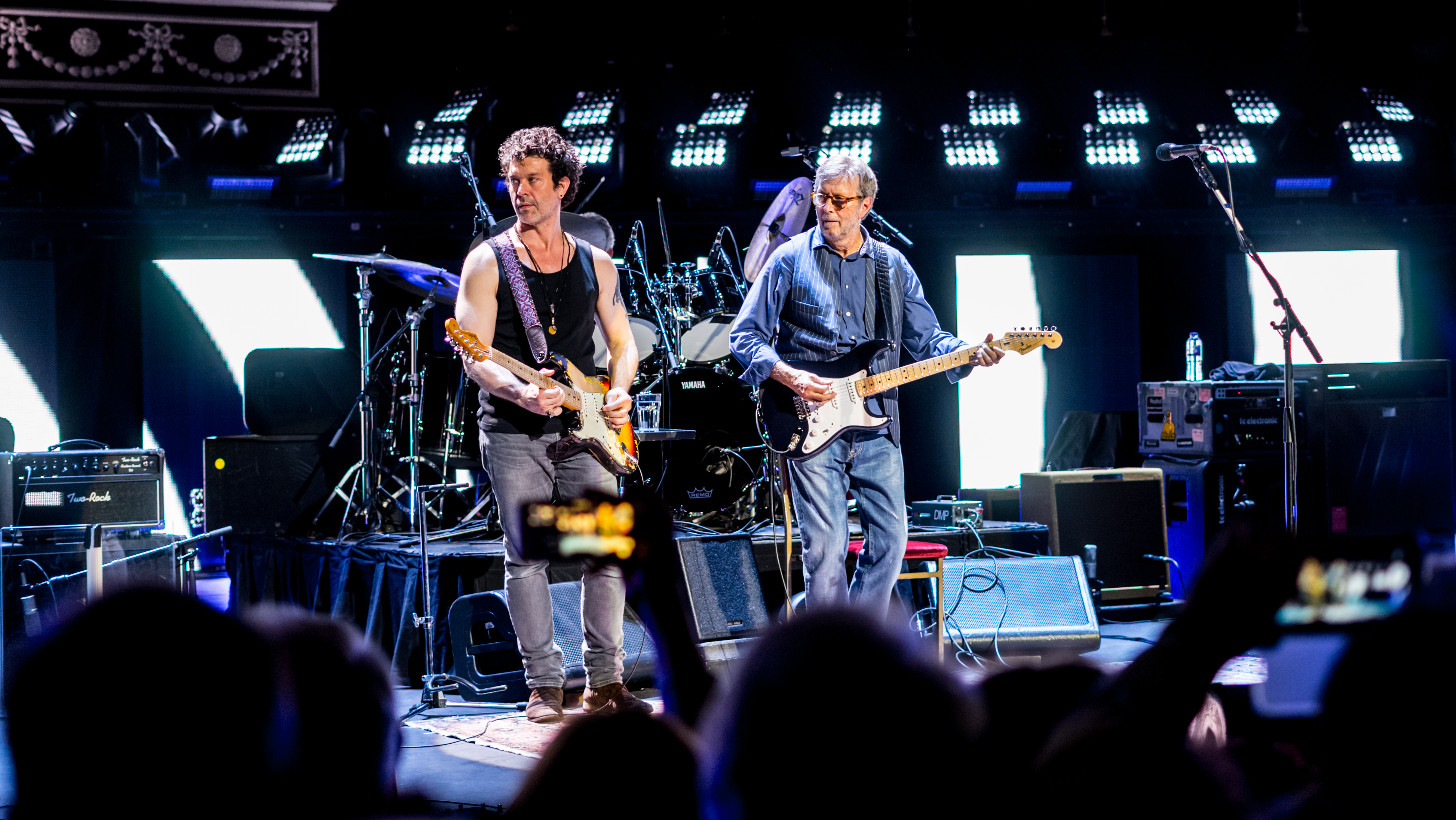
Clapton (rechts) mit Doyle Bramhall II (links)
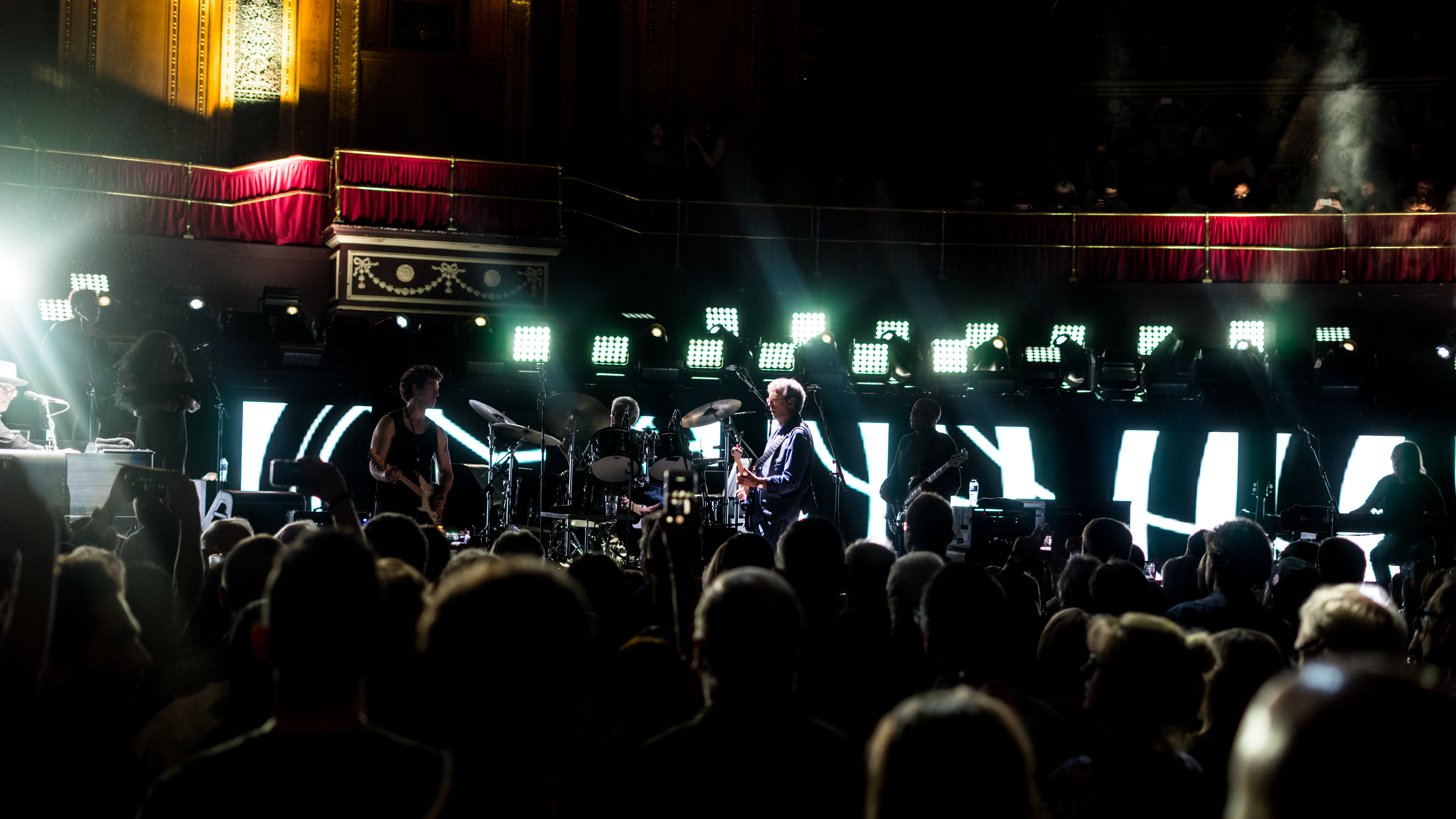
Blick auf die Bühne in der Royal Albert Hall
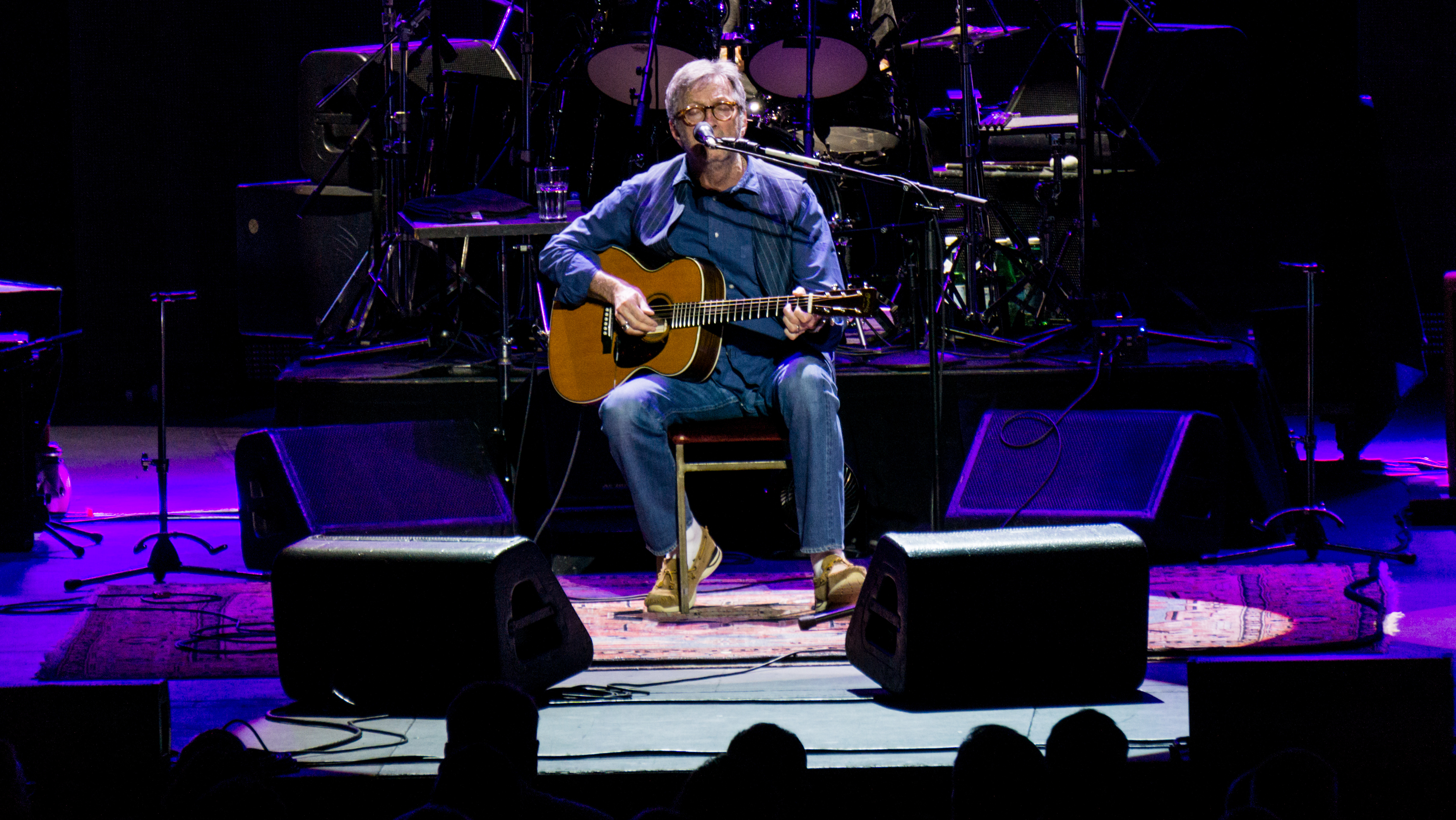
Clapton spielt Down and Out in London
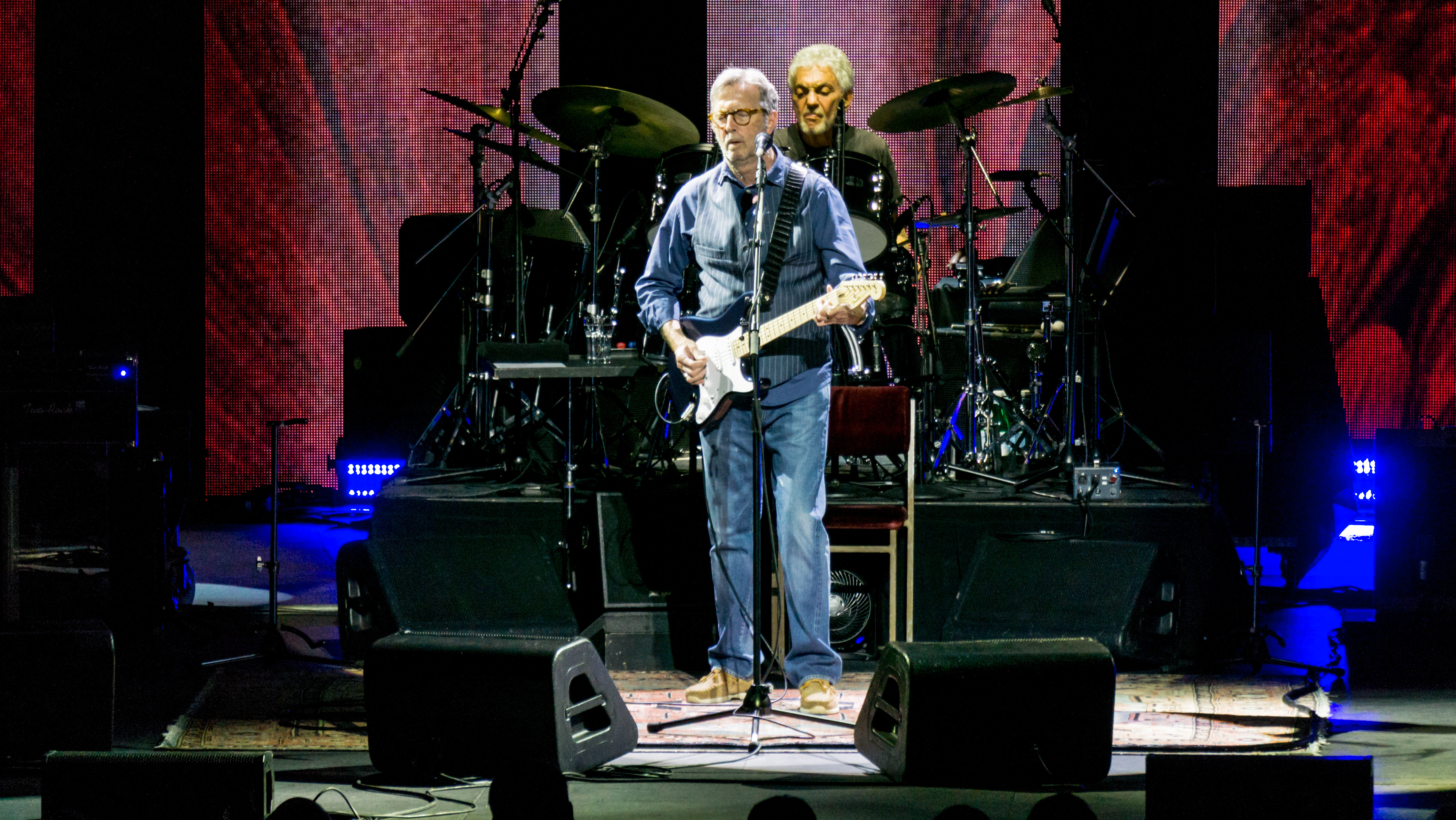
Clapton mit Drummer Steve Gadd (hinten)

## Veröffentlichungen
- Der Auftritt vom 24. Mai 2017 wurde von einem japanischen Fernsehsender für eine potenzielle Ausstrahlung aufgezeichnet.[31]
- Das Konzert vom 15. September 2017 wurde im Livestream (soziale Netzwerke) von der Konzertagentur CHASE USA ausgestrahlt.[32]